# Babka ziemniaczana

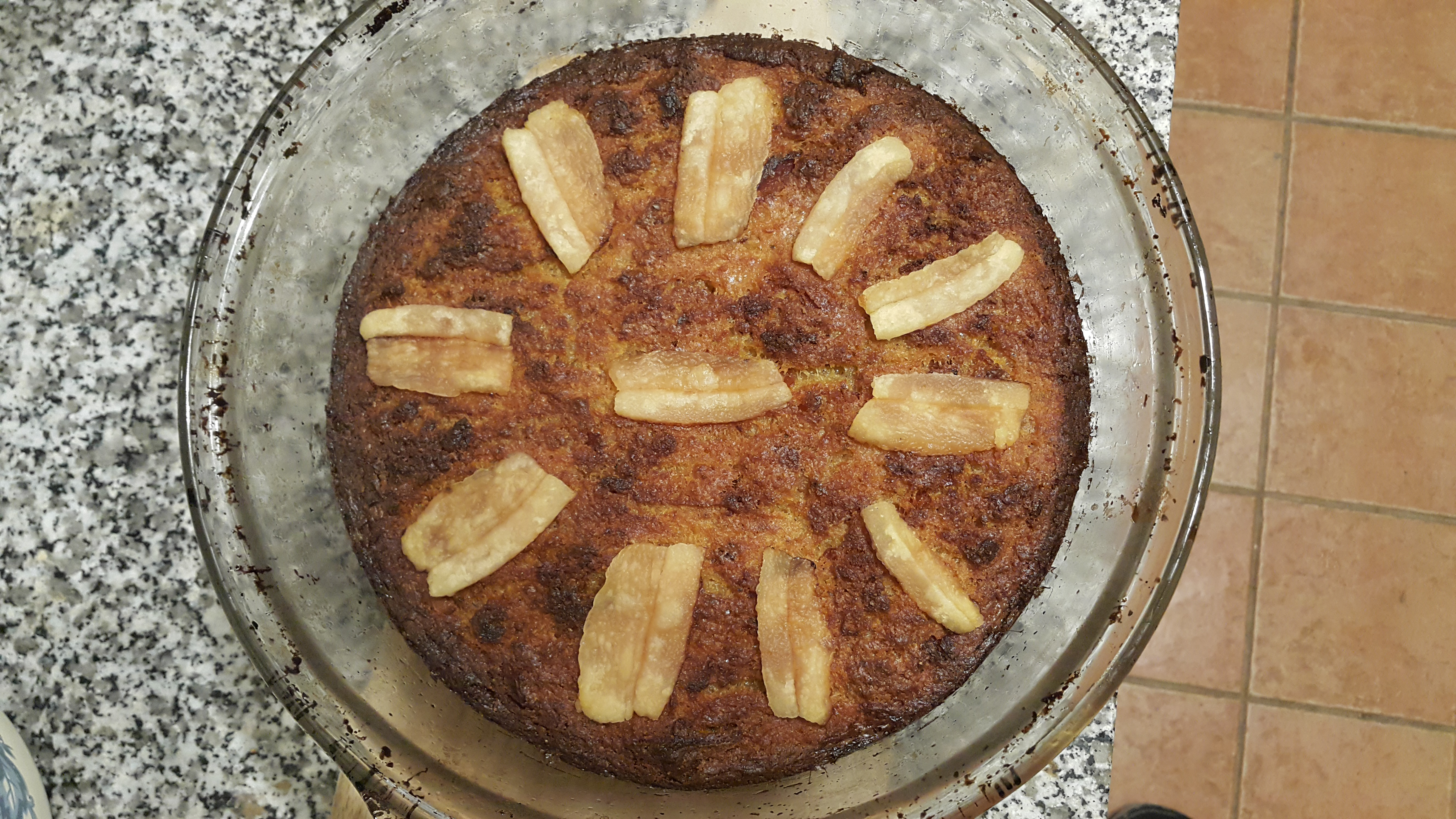
Babka ziemniaczana według tradycyjnego przepisu z Podlasia.

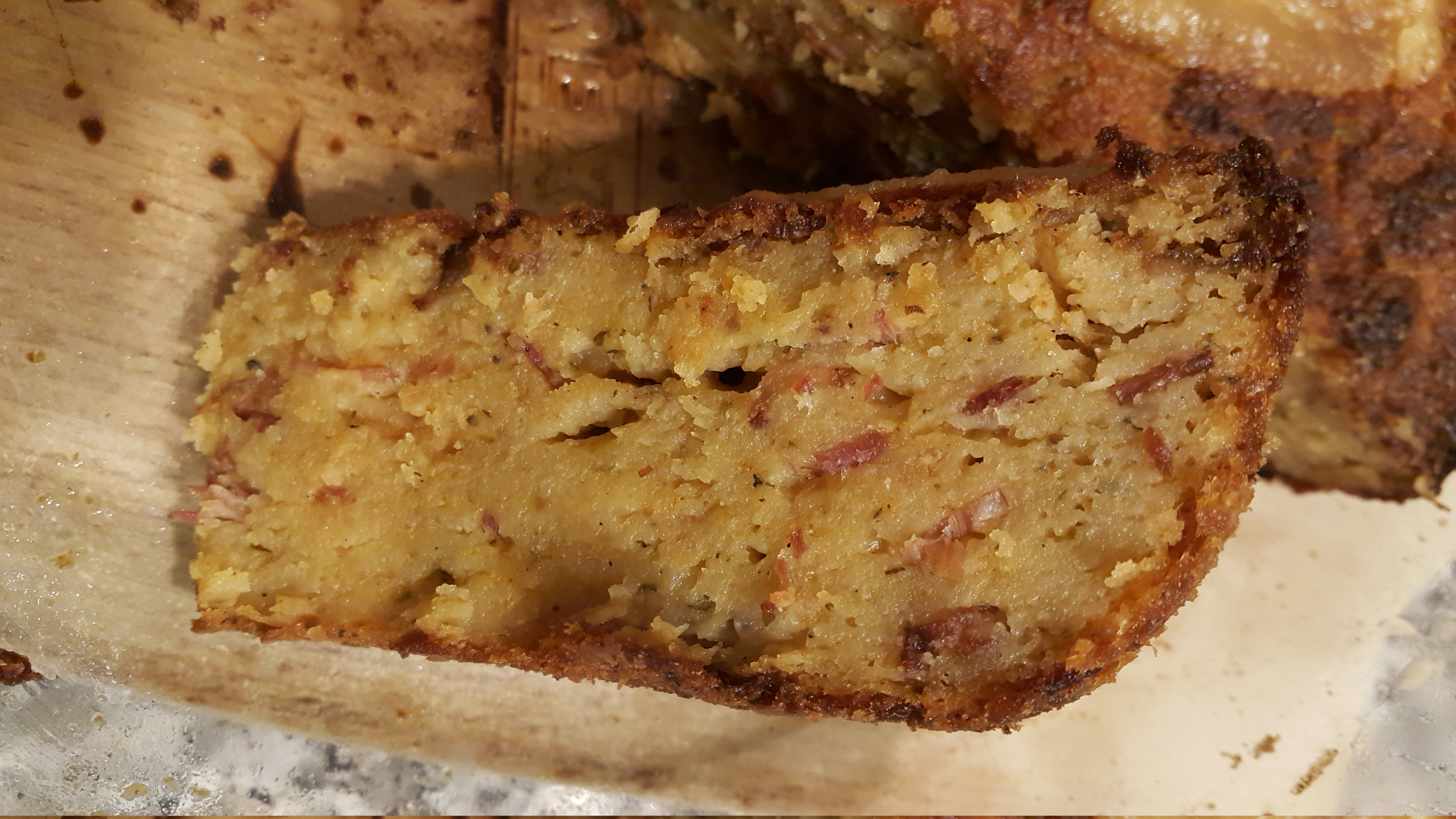
Babka ziemniaczana według tradycyjnego przepisu z Podlasia, przekrój.

Babka ziemniaczana (babka kartoflana) – babka z utartych surowych ziemniaków wymieszanych ze skwarkami ze świeżo stopionego boczku lub słoniny, pikantnie przyprawionych i zapieczonych w piecu lub piekarniku na złocisto-brązowy kolor. Jest tradycyjną potrawą kuchni białoruskiej.

## W kulturze
W Polsce ta ziemniaczana potrawa jest znana i popularna w północno-wschodnich krańcach kraju, na Mazowszu Północnym, Podlasiu i Suwalszczyźnie. Między innymi na Mazurach i na Śląsku babka ziemniaczana nazywana jest kartoflakiem. Inne polskie nazwy tej potrawy to: kartoflarz, tarciuch, blaszak, bugaj, pyrczok, rejbak, parepac, kajzer, kugiel, bulbynek (ta ostatnia nazwa jest używana przez Polaków pochodzących ze Lwowa).
Od kilkunastu lat corocznie w Supraślu odbywają się Mistrzostwa Świata w Pieczeniu Kiszki i Babki Ziemniaczanej.

## Historia
W czasach sowieckich (po 1964) na Białorusi babkę ziemniaczaną pieczono w uprzednio nagrzanym piecu w żeliwnym naczyniu zwanym czyhun(em) przez kilka godzin, co nadawało jej unikalny smak, zapach i konsystencję. Garnek czyhun był węższy u dołu i rozszerzał się ku górze, co sprawiało, że po upieczeniu masa ziemniaczana miała kształt ściętego stożka. Upieczoną babkę ziemniaczaną krojono na duże kawałki i polewano na talerzu śmietaną lub sosem grzybowym. Do podsmażonych na złoty kolor kawałków babki ziemniaczanej podawano porcję kiszonej kapusty.
„Zwykła babka ziemniaczana” (bez dodatku boczku lub słoniny) składała się ze startych ziemniaków oraz sporej porcji śmietany i jaj, doprawionych do smaku solą, pieprzem i startą cebulą.

## Składniki i przygotowanie
Głównym składnikiem babki ziemniaczanej są surowe ziemniaki starte na tarce o drobnych oczkach. Do startych ziemniaków dodawany jest osobno usmażony boczek (pokrojony na kawałki) razem z posiekaną cebulą, które doprawia się solą i kminkiem. Dodatkowo porcja surowej cebuli zostaje starta na tarce i wymieszana razem z ziemniakami, co zapobiega ich ściemnieniu.
W innych wersjach kulinarnych babki ziemniaczanej do masy ziemniaczanej dodawane jest jeszcze jajko, a całość doprawiana jest do smaku solą, pieprzem i majerankiem.
Po dokładnym wymieszaniu, ciasto z tartych ziemniaków przekłada się do żaroodpornego naczynia lub brytfanki i piecze w uprzednio nagrzanym piekarniku aż do zarumienienia. Prawidłowo upieczona babka ziemniaczana ma kremową konsystencję w środku i złocisto-brązową chrupiącą skórkę na górze i na dole.

## Charakterystyka i sposoby podania
Gotowa potrawa ma kształt formy, w której była pieczona i charakterystyczny zapach pieczonych ziemniaków. Z wierzchu ma złocisto-brązowy kolor, a w środku po przekrojeniu jest ciemnoszara z widocznymi kawałkami boczku. Jest zaliczana do prostych i pożywnych potraw ziemniaczanych.
Występuje w licznych kulinarnych wariantach regionalnych, z różnymi dodatkami i sosami.
Babkę ziemniaczaną serwuje się na ciepło, można ją także odsmażyć na patelni na drugi dzień.
Potrawę można podawać z maślanką, zsiadłym mlekiem lub polać ją śmietaną.

## Babka z obierków ziemniaczanych
Na polskiej Liście produktów tradycyjnych znajduje się „babka wojenna z Gromca” – babka z obierków ziemniaczanych wytwarzana we wsi Gromiec w woj. małopolskim.